# Secondo Lanfranco
Secondo Lanfranco (Ventimiglia, 30 luglio 1910 – Ponte San Pietro, 10 gennaio 1982) è stato un calciatore italiano.

## Carriera
Portiere dotato di grande prestanza fisica abbinata ad agilità e senso della posizione, cresce nella Ventimigliese, con la quale debutta in Prima Divisione (la seconda categoria nazionale) e vi disputa ben otto stagioni da protagonista. Passa quindi alla Sanremese in serie B dove riesce a mettersi in luce, tanto da essere acquistato dall'Atalanta, nonostante i trent'anni di età.
A Bergamo debutta in serie A e diventa titolare inamovibile per tre anni, fino alla sospensione dei campionati per lo scoppio della seconda guerra mondiale.
Al termine degli eventi bellici rimane in provincia di Bergamo, trasferendosi alla Vita Nova di Ponte San Pietro, con la quale raggiunge la serie B e conclude la carriera a quarant'anni.

## Palmarès

### Giocatore

#### Competizioni nazionali
- Serie C: 2

Sanremese: 1936-1937
Vita Nova: 1946-1947 (girone F)